# Dael Fry
Dael Jonathan Fry, né le 30 août 1997 à Middlesbrough, est un footballeur anglais qui évolue au poste de défenseur au Middlesbrough FC.

## Biographie

### En club
Le 9 août 2015, il fait ses débuts professionnels pour Middlesbrough lors d'un match contre le club de Preston North End. Le 31 août 2016, il est prêté à Rotherham.

### En équipe nationale
Fry remporte le championnat d'Europe en 2014 avec l'équipe d'Angleterre des moins de 17 ans.
Il fait partie des vingt joueurs sélectionnés en équipe d'Angleterre espoirs pour disputer le Festival international espoirs 2018. Il remporte le tournoi et il est également nommé dans l'équipe type de la compétition.

## Palmarès

### En sélection
- Angleterre -17 ans
  - Vainqueur du championnat d'Europe en 2014.

- Angleterre -20 ans
  - Vainqueur de la Coupe du monde en 2017.

- Angleterre espoirs
  - Vainqueur du Festival international espoirs en 2018.